# Семеро солдатиків
«Семеро солдатиків» (рос. «Семеро солдатиков») — радянський дитячий художній фільм, знятий у 1982 році на Кіностудії ім. М. Горького режисером Едуардом Бочаровим. Прем'єра фільму відбулася 5 вересня 1983 року.

## Сюжет
З семирічним Олежиком, якого всі звали Олею, ніхто не хотів дружити. Від нудьги він написав лист в газету з проханням надіслати йому олов'яних солдатиків. І незабаром несподівано для всіх в селі Петушки з'явилися семеро солдатів. Але солдатики — зовсім не іграшкові, про які мріяв хлопчик, а справжнісінькі. Вони допомогли хлопчикові розібратися з тим, чи сам він винен в тому, що з ним не дружать хлопці, випробувати себе і зрозуміти, що є в ньому і хоробрість, і винахідливість, і благородство…

## У ролях
- Олексій Кузьміщев —  Олег Комаров
- Віра Панасенкова —  Зіна «Пантера»
- Володимир Почепаєв —  Фома «Гірчичник»
- Геннадій Чихачов —  сержант Неділя
- Віталій Усанов —  Понеділок
- Віктор Жиганов —  Вівторок
- Олександр Воробйов —  Середа
- Олександр Постников —  Четвер
- Ігор Степанов —  П'ятниця
- Геннадій Фролов —  Субота
- Тетяна Чорноп'ятова —  Раїса, мама Олега
- Софія Павлова —  бабуся
- Валентина Ананьїна —  тітка Фрося
- Микола Муравйов —  полковник Носов
- Ірина Шмельова —  Ірина Носова
- Едуард Бочаров —  дядько Семен, колгоспний пастух
- Лілія Захарова —  співробітниця редакції
- Олексій Колосов —  епізод
- Зоя Толбузіна —  епізод

## Знімальна група
- Режисер-постановник:  Едуард Бочаров
- Сценарист:  Юрій Яковлєв
- Оператор:  В'ячеслав Шумський
- Композитор:  Борис Карамишев
- Художники:  Ігор Бахметьєв,  Семен Веледницький